# Gastrotheca ernestoi
Gastrotheca ernestoi é uma espécie de anfíbio da família Hemiphractidae. Endêmica do Brasil, pode ser encontrada na Serra dos Órgãos, Serra da Mantiqueira e Serra do Mar, no estado do Rio de Janeiro.
Considerada como sinônimo de Gastrotheca microdiscus desde 1984, foi revalidada à categoria de espécie distinta em 2007.